# 凱特·奧瑪拉

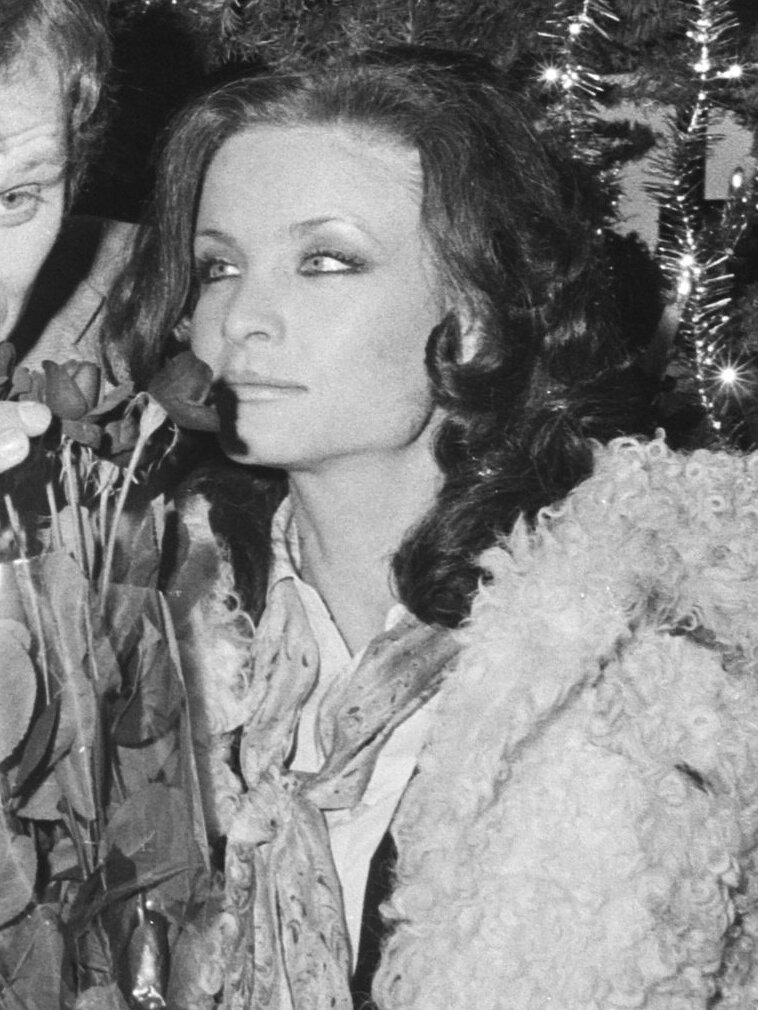
凱特·奧瑪拉 (1976)

凱特·奧瑪拉（Kate O'Mara，1939年8月10日—2014年3月30日），是一名英国电影、戏剧和电视剧演员。她因出演《王朝》而著名，并出演英国电视剧《神秘博士》。
2014年3月30日，因病去世，享年74岁。